# Клод Жозеф Верне
Клод Жозеф Верне (на френски: Claude Joseph Vernet) е френски художник пейзажист. Израства в семейство на художници. От баща си, художника Карл Верне и дядо си, художника Орас Верне се учи в ранните си години. Учи в Италия при Бернардино Ферджони и става един от най-големите пейзажисти на своето време. Роден е на 14 август 1714 г. в Авиньон. 
През 1734 г. Верне се премества в Рим, където учи при Бернардино Ферджиони и Адриен Манглард.
От 1754 – 1762 г. по поръчка на крал Луи XV рисува серия картини – „Пристанищата на Франция“ (Лувъра, Париж), създаването на които е предшествано от поредица етюди нарисувани от натура. Неговите големи платна са закупени за украса на дворци в цяла Европа, а сега те могат да бъдат видени в големи европейски музеи. По рисунките на Верне са правени гравюри. 
Верне рисува морските си пейзажи в традиционния класически стил в духа на Клод Лорен, съчетан с романтиката на бури, залези и лунни нощи, в които светлината и въздуха се преливат. 
Клод Жозеф Верне умира в Париж на 3 декември 1789 година. 

## Галерия
- Рибари, изненадани от вятъра; 1770-те и 1880-те; частна колекция, Санкт Петербург
- Водопадът в Тиволи, 1737. Кливландски музей на изкуството
- Морски пейзаж. Национална картинна галерия на Армения
- Изглед към Диепе
- Нощта
- Средновековна нощ
- Италиански пейзаж, 1738
- Пристанище на лунна светлина
- Корабокрушение, 1759 Groeninge Museum, Брюж
- Буря на средиземноморски бряг
- Себастиао Хосе де Карвальо е Мело, маркиз на Помбал, 1767 Museu da Cidade de Lisboa
- Затишие на средиземноморско пристанище, 1770-80-те